# Jan van Eijden
Jan van Eijden (Bad Neuenahr-Ahrweiler, 10 de agosto de 1976) es un deportista alemán que compitió en ciclismo en la modalidad de pista, especialista en las pruebas de velocidad y contrarreloj.
Ganó cuatro medallas en el Campeonato Mundial de Ciclismo en Pista entre los años 1995 y 2000.
Participó en los Juegos Olímpicos de Sídney 2000, ocupando el cuarto lugar en la prueba de keirin y el quinto en velocidad individual.

## Medallero internacional
| Campeonato Mundial | Campeonato Mundial       | Campeonato Mundial | Campeonato Mundial    |
| Año                | Lugar                    | Medalla            | Competición           |
| ------------------ | ------------------------ | ------------------ | --------------------- |
| 1995               | Bogotá (Colombia)        | Medalla de oro     | Velocidad por equipos |
| 1996               | Mánchester (Reino Unido) | Medalla de bronce  | 1 km contrarreloj     |
| 1997               | Perth (Australia)        | Medalla de plata   | Velocidad por equipos |
| 2000               | Mánchester (Reino Unido) | Medalla de oro     | Velocidad individual  |